# Paweł Pelc
Paweł Pelc (ur. 24 lutego 1966 w Warszawie) – polski prawnik, menedżer i urzędnik państwowy, radca prawny, doktor nauk prawnych, instruktor harcerski.

## Życiorys
W latach 1981–1985 uczeń VIII Liceum Ogólnokształcącego im. Władysława IV w Warszawie. Był harcerzem w Szczepie 17 Warszawskich Drużyn Harcerskich, drużynowym 17 Warszawskiej Drużyny Harcerskiej „Koliba” w stopniu podharcmistrza i Harcerza Rzeczypospolitej.
W 1990 ukończył studia na Wydziale Prawa i Administracji Uniwersytetu Warszawskiego, gdzie w latach 1990-1998 był asystentem. Od 1995 po odbyciu aplikacji uzyskał uprawnienia radcy prawnego. W 2006 ukończył podyplomowe studium zarządzania w administracji publicznej.W 2024 r. obronił na Akademii Sztuki Wojennej doktorat nt. Aspekty prawne nadzoru nad rynkiem otwartych funduszy emerytalnych w Polsce i otrzymał stopień doktora.
W okresie 1991–1998 pracował w Polskim Banku Rozwoju, kończąc pracę na stanowisku dyrektora gabinetu prezesa – radcy prawnego. W okresie 1998–2002 zajmował stanowisko wiceprezesa Urzędu Nadzoru nad Funduszami Emerytalnymi. Pracował następnie w Biurze Polityki Finansowej w Urzędzie Miasta Stołecznego Warszawy w okresie prezydentury Lecha Kaczyńskiego. Był doradcą w zakresie nadzoru nad funduszami emerytalnymi w Macedonii, Bułgarii i na Litwie oraz w Ghanie.
W latach 2005–2006 pełnił funkcję zastępcy przewodniczącego Komisji Papierów Wartościowych i Giełd, Komisji Nadzoru Ubezpieczeń i Funduszy Emerytalnych oraz członka Komisji Nadzoru Bankowego. Następnie w okresie 2006–2007 był dyrektorem zarządzającym pionem w Urzędzie Komisji Nadzoru Finansowego.
W latach 2007–2009 był doradcą prezesa Narodowego Banku Polskiego, następnie w latach 2009-2010 dyrektorem Departamentu Audytu Wewnętrznego, a w latach 2010–2011 doradcą w NBP.  W latach 2011 - 2018 byl też wiceprezesem Agencji Ratingu Społecznego. W 2018 został prokurentem, a następnie wszedł w skład zarządu Polskiej Grupy Zbrojeniowej. W latach 2019-2024 był badaczem w Akademickim Centrum Polityki Cyberbezpieczeństwa na Akademii Sztuki Wojennej. 
Od 2011  prowadzi prywatną kancelarię radcy prawnego.
Wiceprezes Stowarzyszenia Rynku Kapitałowego UNFE, były wiceprezes Stowarzyszenia Absolwentów WPiA UW. Autor publikacji z zakresu prawa wyznaniowego, prawa bankowego, nadzoru nad funduszami emerytalnymi oraz nadzoru nad rynkiem finansowym, a także cyberbezpieczeństwa.